# Enclisis schwarzi
Enclisis schwarzi is een insect dat behoort tot de orde vliesvleugeligen (Hymenoptera) en de familie van de gewone sluipwespen (Ichneumonidae). De wetenschappelijke naam van de soort werd voor het eerst geldig gepubliceerd door Bordera & Hernandez-Rodriguez in 2003.